# Amazonasente

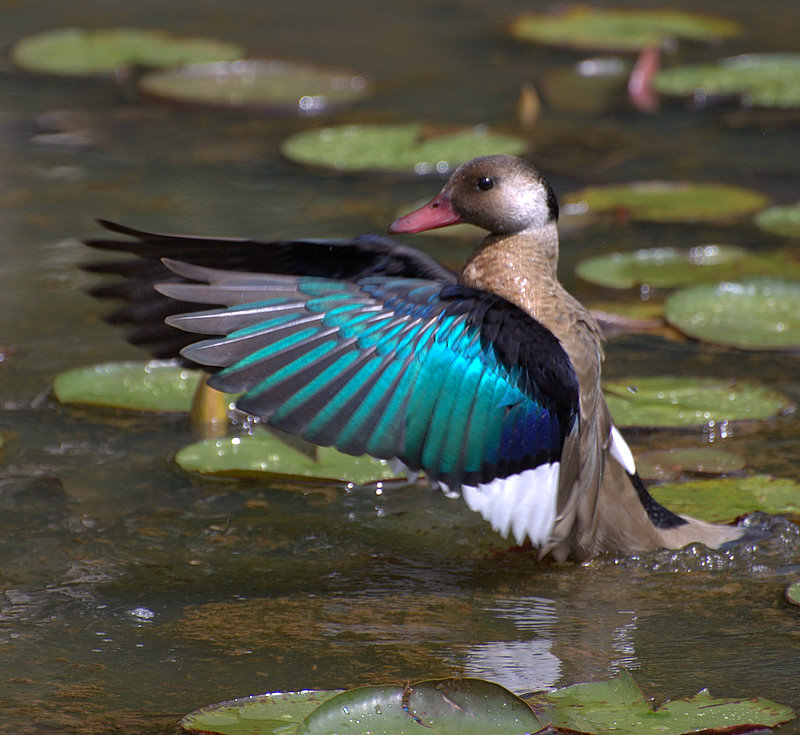
Amazonasente, Männchen

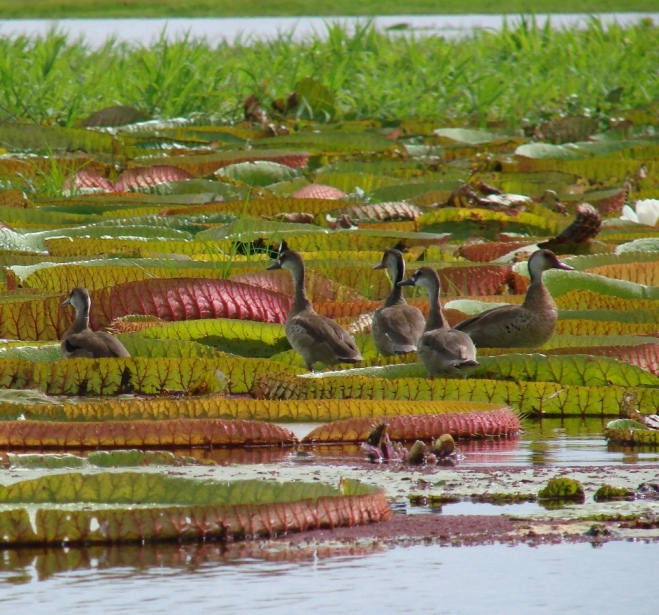
Eine Gruppe von Amazonasenten in Brasilien

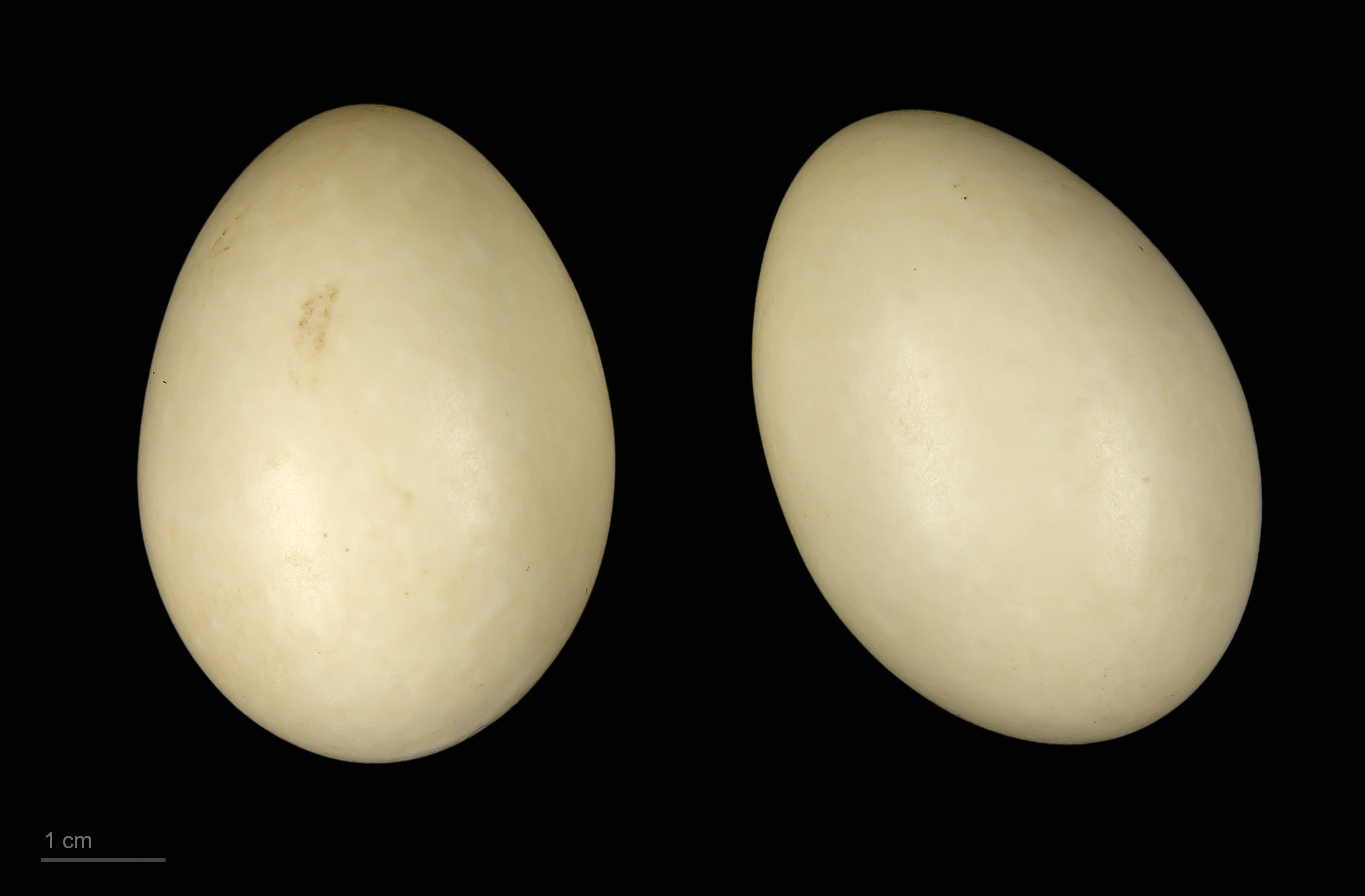
Eier der Amazonasente

Die Amazonasente (Amazonetta brasiliensis) ist eine in Südamerika beheimatete Vogelart, die zur Familie der Entenvögel (Anatidae) gehört.
Die Bestandssituation der Amazonasente wurde 2016 in der Roten Liste gefährdeter Arten der IUCN als „Least Concern (LC)“ = „nicht gefährdet“ eingestuft.

## Erscheinungsbild
Amazonasenten erreichen eine Körperlänge von bis zu 40 Zentimetern und werden bis zu 600 Gramm schwer. Die Unterart   Amazonetta brasiliensis ipecutiri ist dabei die deutlich größere Unterart.
Es besteht ein auffälliger Geschlechtsdimorphismus: Männchen haben einen roten Schnabel, rote Beine und sind an den Kopf- und Halsseiten blass grau. Die Weibchen haben im Gesicht einzelne weißliche Federpartien, ihnen fehlt jedoch die blassgraue Zeichnung an den Kopf- und Halsseiten. Ihr Schnabel ist grau, die Beine sind deutlich matter rot.
Jungvögel ähneln den adulten, sind aber etwas heller. Die Dunenküken haben einen hornbraunen Schnabel, eine dunkelbraune Iris und orangerote Füße. Sie sind auf der Körperoberseite überwiegend schwarzbraun, das Gesicht und die Körperunterseite sind goldgelb bis strohgelb. Die Geschlechter lassen sich bereits ab dem 28. Lebenstag unterscheiden: Der Schnabel der männlichen Jungvögel färbt sich bereits ab diesem Zeitpunkt in ein Rot um.

## Verbreitung und Lebensweise
Amazonasenten leben paarweise oder in kleinen Gruppen am Rande von Seen, auf Teichen und in Sümpfen in den tropischen Waldregionen Südamerikas östlich der Anden. Ihre Nahrung besteht aus Wasserpflanzen. Diese werden nach Art der Schwimmenten seihend und gründelnd im Flachwasser aufgenommen.
Amazonasenten brüten ganzjährig. Dazu bauen sie Nester in der Ufervegetation oder schwimmende Nester, in die 8–12 Eier gelegt werden. Die Brutdauer beträgt zwischen 23 und 28 Tagen.  Bei dieser Art brütet ausschließlich das Weibchen. Die Männchen beteiligen sich jedoch an der Aufzucht der Küken, die mit einem Jahr ausgewachsen sind. Ihre Lebenserwartung beträgt in der freien Wildbahn zehn Jahre.

## Unterarten
Es werden zwei Unterarten unterschieden:
- Die Kleine Amazonasente (A. b. brasiliensis) ist die von Johann Friedrich Gmelin 1789[3] beschriebene Nominatform. Ihr Verbreitungsgebiet ist Brasilien, Suriname, Guyana, Französisch-Guyana, das Zentralgebiet von Venezuela, der Osten von Kolumbien und der Nordosten von Peru.[4]
- Die Große Amazonasente (A. b. ipecutiri) wurde 1816 von Louis Pierre Vieillot beschrieben.[5] Sie kommt in Brasilien, dem Norden von Argentinien, im Osten von Bolivien, Uruguay und  Paraguay vor.[4]

## Etymologie und Forschungsgeschichte
Die Erstbeschreibung der Amazonasente erfolgte 1789 durch Johann Friedrich Gmelin unter dem Namen Anas brasiliensis. Als Verbreitungsgebiet gab er Brasilien an. 1929 führte Hans von Boetticher die für die Wissenschaft neue Gattung Amazonetta für die Amazonasente ein. Dieser Begriff hat seinen Ursprung im Amazonas-Fluss und νηττα nētta, deutsch ‚Ente‘. Der Amazonas selbst wurde von Francisco de Orellana nach den dort lebenden sagenhaften Kriegerinnen in Anspielung auf altgriechisch Ἀμαζόνες Amazónes, deutsch ‚Amazonen‘ benannt. Der Artname brasiliensis bezieht sich auf das Land Brasilien. Ipecutiri bedeutet in der Tupi-Sprache eine Ente mit kleinen schwarzen Flecken. Vieillot bezog sich auf den Trivialnamen Pato del ipecutirí den Félix de Azara 1805 in seinem Werk Apuntamientos para la historia natural de los páxaros del Paragüay y Rio de la Plata verwendete. Alfred Laubmann standen in seinem Werk Die Vögel von Paraguay zwei Bälge, gesammelt während der „Gran-Chaco-Expedition“ durch Eugen Josef Robert Schuhmacher (1906–1973) und Michael Mathias Kiefer (1902–1980), zur Verfügung. Außerdem sah er Nachweis in der Literatur z. B. für Fortin Donovan am Río Pilcomayo durch John Graham Kerr und einigen anderen Orten durch Arnaldo de Winkelried Bertoni oder Claude Henry Baxter Grant für das Land. Die von Jean-Marie Eugène Derscheid 1938 beschriebene Art Amazonetta vittata  wird heute als Synonym zu A. b. ipecutiri betrachtet.

## Haltung
Amazonasenten wurden erstmals 1850 in Europa gehalten. Die Erstzuchten gelangen 1878 dem Zoologischen Garten von London und 1884 dem Berliner Zoo. Hartmut Kolbe geht davon aus, dass es sich sowohl bei dem Erstimport als auch bei den Erstzuchten um die Nominatform handelte. Die Erstzucht der Großen Amazonasente gelang 1962 dem Wildfowl and Wetlands Trust.

## Trivia
Amazonasenten entwickeln sich sehr schnell. Es gab bereits in den 1960er Jahren Überlegungen, aus der Amazonasente in Brasilien ein Wirtschaftsgeflügel zu entwickeln.

## Einzelbelege
1. 1 2 3 4   Kolbe: Die Entenvögel der Welt. S. 192.
2. ↑   Kolbe: Die Entenvögel der Welt. S. 191.
3. 1 2 3  Johann Friedrich Gmelin (1789), S. 517.
4. 1 2  Clements, James, (2007) The Clements Checklist of the Birds of the World, Cornell University Press, Ithaca.
5. 1 2  Louis Pierre Vieillot (1816), S. 120.
6. ↑  Hans von Boetticher (1929), S. 12 & 15.
7. ↑  Spatula The Key to Scientific Names Edited by James A. Jobling
8. ↑  ipecutiri The Key to Scientific Names Edited by James A. Jobling
9. ↑  Félix de Azara (1805), S. 445–446.
10. ↑  John Graham Kerr (1898), S. 146.
11. ↑  Arnaldo de Winkelried Bertoni (1913), S. 41.
12. ↑  Claude Henry Baxter Grant (1911), S. 347.
13. ↑  Alfred Laubmann (1939), S. 71.
14. ↑  Jean-Marie Eugène Derscheid (1938), S. 60.